# George Halkidis
George Halkidis, född den 18 juni 1982 i Newmarket, Ontario är en grekisk-kanadensisk före detta ishockeyspelare.
Halkidis började sin karriär i OHL spelandes för North Bay Centennials mellan 1999 och 2002. Han bytte sedan klubb till Kitchener Rangers där han gjorde det matchavgörande målet i finalen i 2003 års Memorial Cup. Han producerade totalt 91 poäng på 252 matcher i OHL.
År 2003 skrevs Halkidis som free agent från St. Louis Blues i NHL och spelade för Peoria Rivermen i ECHL 2003-2004 där han gjorde 19 poäng på 65 matcher. På grund av lockoutsäsongen 2004-2005 flyttade Halkidis till Italien, spelandes för HC Fassa den säsongen som resulterade i 12 poäng på 32 matcher. Kommande säsong spelade han för Renon där han gjorde 27 poäng på 42 matcher. Under säsongen 2006-2007 flyttade George Halkidis tillbaka till Nordamerika där han spelade för Wichita Thunder i CHL och gjorde 29 poäng på 48 matcher. Nästkommande säsong var Halkidis tillbaka till Europa och Italien. Valet föll då på HC Alleghe som spelar i Serie A, den högsta divisionen i Italien.
Efter det spelade Halkidis en säsong i Elite Ice Hockey League i Storbritannien för Hull Stingrays där han gjorde 7 mål och 15 assister på 48 matcher. Sedan efter en kort period i Eppan Pirates i den italienska andradivisionen, som han i en intervju tyckte var för oprofessionell, skrev Halkidis i februari 2011 på för IF Björklöven. Efter säsongen fick Halkidis ett nytt jobb och valde därför att avsluta sin hockeykarriär.